# Paris-Roubaix 1966
Paris-Roubaix 1966 a fost a 64-a ediție a Paris-Roubaix, o cursă clasică de ciclism de o zi din Franța. Evenimentul a avut loc pe 17 aprilie 1966 și s-a desfășurat pe o distanță de 262,5 de kilometri de la Compiègne până la velodromul din Roubaix. Câștigătorul a fost Felice Gimondi din Italia de la echipa Salvarani.

## Rezultate
| Loc | Concurent               | Echipă                   | Timp       |
| --- | ----------------------- | ------------------------ | ---------- |
| 1   | Felice Gimondi (ITA)    | Salvarani                | 6h 59' 26" |
| 2   | Jan Janssen (NED)       | Pelforth–Sauvage–Lejeune | + 4' 08"   |
| 3   | Gustaaf De Smet (BEL)   | Wiel's–Groene Leeuw      | + 4' 08"   |
| 4   | Willy Planckaert (BEL)  | Roméo–Smith's            | + 4' 08"   |
| 5   | Jos Huysmans (BEL)      | Dr. Mann–Grundig         | + 4' 08"   |
| 6   | Rudi Altig (FRG)        | Molteni                  | + 4' 08"   |
| 7   | Willy Bocklant (BEL)    | Dr. Mann–Grundig         | + 4' 08"   |
| 8   | Arthur Decabooter (BEL) | Wiel's–Groene Leeuw      | + 4' 08"   |
| 9   | Rik Van Looy (BEL)      | Solo–Superia             | + 4' 08"   |
| 10  | Gerben Karstens (NED)   | Televizier–Batavus       | + 4' 08"   |